# Xichou-Mensch
Der Xichou-Mensch (chinesisch 西畴人, Pinyin Xīchóurén, englisch Xichou Man) sind in der chinesischen Provinz Yunnan entdeckte mittelpaläolithische Fossilien von Individuen der Gattung Homo. Sie wurden 1972/73 in der Xianren-Höhle (Xianrendòng, 仙人洞) im Kreis Xichou entdeckt und nach diesem Fundort benannt. Es handelt sich um fünf Zähne, deren Alter bislang nur annähernd datiert wurde und mindestens rund 50.000 Jahre betragen soll, jedoch sind sie möglicherweise deutlich älter. Die Okklusion der Backenzähne hat kreuzförmige Furchen, die von den chinesischen Forschern als ein Merkmal des frühen anatomisch modernen Menschen (Homo sapiens = xīnrén) gedeutet wurden.
Nach der Höhle in Xichou ist ebenfalls eine Fauna benannt, die Xianrendong-Höhlen-Fauna ((西畴)仙人洞动物群,  (Xichou) Xianrendong dongwuqun, englisch Xianrendong Cave Fauna).

## Belege
1. ↑   Natural Abundance along the Yunnan-Guangxi Corridor (Memento vom 27. Dezember 2008 im Internet Archive)
2. ↑  Zhang Xin-feng, Ji, Xue-ping und Shen, Guan-jun: U-series dating on fossil teeth from Xianren Cave in Xichou, Yunnan Province. In: Acta Anthropologica Sinica. Band 23, Nr. 1, 2004, S. 88–92, Volltext (PDF).
3. ↑  Cihai („Meer der Wörter“), Shanghai cishu chubanshe, Shanghai 2002, ISBN 7-5326-0839-5, S. 1810.
4. ↑  Chen Dezhen und Qi Guoqin: Fossil Human and Associated Mammalian Fauna from Xichou, Yunnan. In: Vertebr. PalAsiatica. Band 16, Nr. 1, 1978, S. 33–46.

Koordinaten: 23° 26′ 0″ N, 104° 42′ 0″ O